# Barroso
Barroso là một đô thị thuộc bang Minas Gerais, Brasil. Đô thị này có diện tích 81,726 km², dân số năm 2007 là 20093 người, mật độ 236,8 người/km².